# 南翼街道
南翼街道，是中华人民共和国黑龙江省鹤岗市向阳区下辖的一个乡镇级行政单位。

## 行政区划
南翼街道下辖以下地区：
第十五社区、第十六社区和第十七社区。